# Seasons (album Sevendust)
Seasons – czwarty album zespołu Sevendust.

## Lista utworów
1. "Disease" - 3:34
2. "Enemy" - 3:02
3. "Seasons" - 3:32
4. "Broken Down" - 3:23
5. "Separate" - 3:41
6. "Honesty" - 3:30
7. "Skeleton Song" - 4:22
8. "Disgrace" - 3:58
9. "Burned Out" - 3:52
10. "Suffocate" - 3:22
11. "Gone" - 3:43
12. "Face to Face" - 3:54

## B-side
- "Coward"
- "Rain"
- "Number One (The Ballad)"
- "Inner City Blues" (Marvin Gaye cover)